# Campeonato Mundial Universitario de Fútbol Americano de 2016
El WUC 2016 fue la II edición del Campeonato Mundial Universitario de Fútbol Americano organizado por la FISU, se disputó del 1 al 11 de junio de 2016 en Monterrey, México. 
Esta fue la primera vez que el torneo se disputa en el continente americano. 
El torneo se juega en 10 días entre 5 naciones para coronar un campeón. 
En esta edición tanto México como Estados Unidos llegaron al último partido de manera invicta, jugándose un partido de campeonato, donde los Aztecas se impusieron ante el equipo de las Barras y las Estrellas por un marcador de 35-7. El equipo mexicano se coronó bicampeón del torneo de manera invicta además de ser el anfitrión. 

## Sede
En 2014 México decide participar en el I Campeonato Mundial Universitario de Fútbol Americano en Uppsala y se anuncia que sería anfitrión para su II edición del mismo torneo en el 2016. 
Monterrey, México fue sede del II Mundial Universitario de Fútbol Americano organizado por la FISU. 
Los 10 partidos del torneo se jugaron en el Estadio Tecnológico.
| Monterrey           | MonterreyMonterrey (México) |
| ------------------- | --------------------------- |
| Nuevo León (UTC −5) | MonterreyMonterrey (México) |
| Estadio Tecnológico | MonterreyMonterrey (México) |
| Capacidad: 35,000   | MonterreyMonterrey (México) |
|                     | MonterreyMonterrey (México) |

## Formato de competición
El torneo se planeó para ser disputado entre 6 equipos. Donde se dividirían en dos grupos, para después tener partidos para los podios. De esta manera cada equipo jugaría 3 partidos. Sin embargo India no pudo asistir por problemas de visa.
Los 5 equipos participantes se enfrentan en un formato round-robin. Los equipos se enfrentan una vez todos contra todos, de esta manera cada equipo juega 4 partidos. El equipo con más victorias se corona campeón del torneo.

## Países Participantes
Para la II edición del torneo las selecciones de México, Japón y China vuelven a participar, mientras que sus contrapartes de Suecia y Finlandia fueron reemplazadas por Guatemala y Estados Unidos, ambas selecciones participaron por primera vez en el torneo.
En cursiva los equipos debutantes.
| América                                    | Asia                     |
| ------------------------------------------ | ------------------------ |
| - EE. UU. - México (anfitrión) - Guatemala | - Japón - China - India* |

*India no asistió al torneo por problemas de visa.

## Tabla General
| Varonil - peliminar | JJ | JG | JP | Pts. F | Pts. C | Pctje. |
| ------------------- | -- | -- | -- | ------ | ------ | ------ |
| México              | 4  | 4  | 0  | 208    | 10     | 1.000  |
| EE. UU.             | 4  | 3  | 1  | 145    | 49     | .75    |
| Japón               | 4  | 2  | 2  | 161    | 58     | .50    |
| China               | 4  | 1  | 3  | 3      | 201    | .25    |
| Guatemala           | 4  | 0  | 4  | 0      | 199    | .000   |

## Resultados
|           | 1  | 2  | 3  | 4 | Total |
| --------- | -- | -- | -- | - | ----- |
| Japón     | 37 | 14 | 13 | 8 | 72    |
| Guatemala | 0  | 0  | 0  | 0 | 0     |

|        | 1  | 2  | 3 | 4 | Total |
| ------ | -- | -- | - | - | ----- |
| China  | 0  | 0  | 0 | 0 | 0     |
| México | 40 | 20 | 7 | 7 | 74    |

| - Fecha : 4 de junio - Hora : 18:00 - Reporte | \| \| 1 \| 2 \| 3 \| 4 \| Total \| \| ------- \| -- \| -- \| -- \| - \| ----- \| \| EE. UU. \| 21 \| 13 \| 14 \| 7 \| 55 \| \| China \| 0 \| 0 \| 0 \| 0 \| 0 \| | \| \| 1 \| 2 \| 3 \| 4 \| Total \| \| ------- \| -- \| -- \| -- \| - \| ----- \| \| EE. UU. \| 21 \| 13 \| 14 \| 7 \| 55 \| \| China \| 0 \| 0 \| 0 \| 0 \| 0 \| | \| \| 1 \| 2 \| 3 \| 4 \| Total \| \| ------- \| -- \| -- \| -- \| - \| ----- \| \| EE. UU. \| 21 \| 13 \| 14 \| 7 \| 55 \| \| China \| 0 \| 0 \| 0 \| 0 \| 0 \| |   |       |
|                                               | 1 | 2 | 3 | 4 | Total |
| EE. UU.                                       | 21 | 13 | 14 | 7 | 55    |
| China                                         | 0 | 0 | 0 | 0 | 0     |

| - Fecha : 5 de junio - Hora : 18:00 - Reporte | \| \| 1 \| 2 \| 3 \| 4 \| Total \| \| --------- \| -- \| -- \| -- \| -- \| ----- \| \| Guatemala \| 0 \| 0 \| 0 \| 0 \| 0 \| \| México \| 21 \| 14 \| 14 \| 14 \| 63 \| | \| \| 1 \| 2 \| 3 \| 4 \| Total \| \| --------- \| -- \| -- \| -- \| -- \| ----- \| \| Guatemala \| 0 \| 0 \| 0 \| 0 \| 0 \| \| México \| 21 \| 14 \| 14 \| 14 \| 63 \| | \| \| 1 \| 2 \| 3 \| 4 \| Total \| \| --------- \| -- \| -- \| -- \| -- \| ----- \| \| Guatemala \| 0 \| 0 \| 0 \| 0 \| 0 \| \| México \| 21 \| 14 \| 14 \| 14 \| 63 \| |    |       |
|                                               | 1 | 2 | 3 | 4  | Total |
| Guatemala                                     | 0 | 0 | 0 | 0  | 0     |
| México                                        | 21 | 14 | 14 | 14 | 63    |

| - Fecha : 6 de junio - Hora : 18:00 - Reporte | \| \| 1 \| 2 \| 3 \| 4 \| Total \| \| ------- \| - \| - \| - \| - \| ----- \| \| Japón \| 7 \| 0 \| 0 \| 7 \| 14 \| \| EE. UU. \| 7 \| 6 \| 0 \| 9 \| 22 \| | \| \| 1 \| 2 \| 3 \| 4 \| Total \| \| ------- \| - \| - \| - \| - \| ----- \| \| Japón \| 7 \| 0 \| 0 \| 7 \| 14 \| \| EE. UU. \| 7 \| 6 \| 0 \| 9 \| 22 \| | \| \| 1 \| 2 \| 3 \| 4 \| Total \| \| ------- \| - \| - \| - \| - \| ----- \| \| Japón \| 7 \| 0 \| 0 \| 7 \| 14 \| \| EE. UU. \| 7 \| 6 \| 0 \| 9 \| 22 \| |   |       |
|                                               | 1 | 2 | 3 | 4 | Total |
| Japón                                         | 7 | 0 | 0 | 7 | 14    |
| EE. UU.                                       | 7 | 6 | 0 | 9 | 22    |

| - Fecha : 7 de junio - Hora : 14:00 - Reporte | \| \| 1 \| 2 \| 3 \| 4 \| Total \| \| --------- \| - \| - \| - \| - \| ----- \| \| Guatemala \| 0 \| 0 \| 0 \| 0 \| 0 \| \| China \| 0 \| 0 \| 0 \| 3 \| 3 \| | \| \| 1 \| 2 \| 3 \| 4 \| Total \| \| --------- \| - \| - \| - \| - \| ----- \| \| Guatemala \| 0 \| 0 \| 0 \| 0 \| 0 \| \| China \| 0 \| 0 \| 0 \| 3 \| 3 \| | \| \| 1 \| 2 \| 3 \| 4 \| Total \| \| --------- \| - \| - \| - \| - \| ----- \| \| Guatemala \| 0 \| 0 \| 0 \| 0 \| 0 \| \| China \| 0 \| 0 \| 0 \| 3 \| 3 \| |   |       |
|                                               | 1 | 2 | 3 | 4 | Total |
| Guatemala                                     | 0 | 0 | 0 | 0 | 0     |
| China                                         | 0 | 0 | 0 | 3 | 3     |

| - Fecha : 8 de junio - Hora : 18:00 - Reporte | \| \| 1 \| 2 \| 3 \| 4 \| Total \| \| ------ \| -- \| - \| - \| -- \| ----- \| \| México \| 14 \| 0 \| 7 \| 15 \| 36 \| \| Japón \| 0 \| 3 \| 0 \| 0 \| 3 \| | \| \| 1 \| 2 \| 3 \| 4 \| Total \| \| ------ \| -- \| - \| - \| -- \| ----- \| \| México \| 14 \| 0 \| 7 \| 15 \| 36 \| \| Japón \| 0 \| 3 \| 0 \| 0 \| 3 \| | \| \| 1 \| 2 \| 3 \| 4 \| Total \| \| ------ \| -- \| - \| - \| -- \| ----- \| \| México \| 14 \| 0 \| 7 \| 15 \| 36 \| \| Japón \| 0 \| 3 \| 0 \| 0 \| 3 \| |    |       |
|                                               | 1 | 2 | 3 | 4  | Total |
| México                                        | 14 | 0 | 7 | 15 | 36    |
| Japón                                         | 0 | 3 | 0 | 0  | 3     |

| - Fecha : 9 de junio - Hora : 18:00 - Reporte | \| \| 1 \| 2 \| 3 \| 4 \| Total \| \| --------- \| -- \| - \| - \| - \| ----- \| \| EE. UU. \| 48 \| 0 \| 7 \| 6 \| 61 \| \| Guatemala \| 0 \| 0 \| 0 \| 0 \| 0 \| | \| \| 1 \| 2 \| 3 \| 4 \| Total \| \| --------- \| -- \| - \| - \| - \| ----- \| \| EE. UU. \| 48 \| 0 \| 7 \| 6 \| 61 \| \| Guatemala \| 0 \| 0 \| 0 \| 0 \| 0 \| | \| \| 1 \| 2 \| 3 \| 4 \| Total \| \| --------- \| -- \| - \| - \| - \| ----- \| \| EE. UU. \| 48 \| 0 \| 7 \| 6 \| 61 \| \| Guatemala \| 0 \| 0 \| 0 \| 0 \| 0 \| |   |       |
|                                               | 1 | 2 | 3 | 4 | Total |
| EE. UU.                                       | 48 | 0 | 7 | 6 | 61    |
| Guatemala                                     | 0 | 0 | 0 | 0 | 0     |

| - Fecha : 10 de junio - Hora : 18:00 - Reporte | \| \| 1 \| 2 \| 3 \| 4 \| Total \| \| ----- \| -- \| -- \| -- \| - \| ----- \| \| Japón \| 35 \| 16 \| 13 \| 8 \| 72 \| \| China \| 0 \| 0 \| 0 \| 0 \| 0 \| | \| \| 1 \| 2 \| 3 \| 4 \| Total \| \| ----- \| -- \| -- \| -- \| - \| ----- \| \| Japón \| 35 \| 16 \| 13 \| 8 \| 72 \| \| China \| 0 \| 0 \| 0 \| 0 \| 0 \| | \| \| 1 \| 2 \| 3 \| 4 \| Total \| \| ----- \| -- \| -- \| -- \| - \| ----- \| \| Japón \| 35 \| 16 \| 13 \| 8 \| 72 \| \| China \| 0 \| 0 \| 0 \| 0 \| 0 \| |   |       |
|                                                | 1 | 2 | 3 | 4 | Total |
| Japón                                          | 35 | 16 | 13 | 8 | 72    |
| China                                          | 0 | 0 | 0 | 0 | 0     |

| - Fecha: 11 de junio - Hora: 18:00 - Reporte | \| \| 1 \| 2 \| 3 \| 4 \| Total \| \| ------- \| - \| -- \| -- \| - \| ----- \| \| México \| 7 \| 14 \| 14 \| 0 \| 35 \| \| EE. UU. \| 7 \| 0 \| 0 \| 0 \| 7 \| | \| \| 1 \| 2 \| 3 \| 4 \| Total \| \| ------- \| - \| -- \| -- \| - \| ----- \| \| México \| 7 \| 14 \| 14 \| 0 \| 35 \| \| EE. UU. \| 7 \| 0 \| 0 \| 0 \| 7 \| | \| \| 1 \| 2 \| 3 \| 4 \| Total \| \| ------- \| - \| -- \| -- \| - \| ----- \| \| México \| 7 \| 14 \| 14 \| 0 \| 35 \| \| EE. UU. \| 7 \| 0 \| 0 \| 0 \| 7 \| |   |       |
|                                              | 1 | 2 | 3 | 4 | Total |
| México                                       | 7 | 14 | 14 | 0 | 35    |
| EE. UU.                                      | 7 | 0 | 0 | 0 | 7     |

## Campeón
| Campeón del Mundo 2016 |
| Bandera de México      |
| México                 |
| 2.º título             |

## Estadísticas

### Pasadores
| #  | Jugador          | Selección | Att | Comp | Yds | TD | Int |
| -- | ---------------- | --------- | --- | ---- | --- | -- | --- |
| 15 | Francisco Mata   | México    | 50  | 34   | 583 | 7  | 1   |
| 12 | Maclane Roche    | EE. UU.   | 33  | 21   | 360 | 5  | 3   |
| 11 | Yuto Nishiyama   | Japón     | 35  | 18   | 190 | 3  | 1   |
| 12 | Takuya Ishiuchi  | Japón     | 15  | 6    | 124 | 3  | 0   |
| 13 | Elgin Hilliard   | EE. UU.   | 21  | 12   | 91  | 0  | 0   |
| 12 | Max Villarreal   | México    | 5   | 4    | 70  | 2  | 0   |
| 3  | Yishen Li        | China     | 50  | 14   | 57  | 0  | 4   |
| 10 | Ryohei Takahashi | Japón     | 5   | 5    | 54  | 1  | 0   |
| 13 | Yuki Masamoto    | Japón     | 14  | 7    | 48  | 0  | 0   |
| 13 | Miguel Bautista  | Guatemala | 36  | 5    | 38  | 0  | 8   |
| 18 | Jhovany Haro     | México    | 1   | 1    | 36  | 1  | 0   |
| 9  | Javier Chio      | México    | 3   | 2    | 35  | 1  | 0   |

### Receptores
| #  | Jugador           | Selección | Rec | Yds | TD |
| -- | ----------------- | --------- | --- | --- | -- |
| 8  | Pedro Magallanes  | México    | 7   | 187 | 2  |
| 19 | Lane Knost        | EE. UU.   | 2   | 97  | 1  |
| 19 | José Noriega      | México    | 7   | 92  | 2  |
| 31 | Rodrigo Arias     | México    | 4   | 86  | 5  |
| 82 | Shunya Kotsusa    | Japón     | 7   | 82  | 2  |
| 9  | Joseph Worth      | EE. UU.   | 3   | 80  | 1  |
| 89 | Eduardo Marcos    | México    | 4   | 74  | 1  |
| 6  | Ricardo Cervantes | México    | 5   | 68  | 2  |
| 81 | Aruto Nishimura   | Japón     | 6   | 67  | 3  |
| 86 | Akira Shirane     | Japón     | 4   | 67  | 1  |
| 81 | Jorge Retana      | México    | 3   | 49  | 2  |
| 18 | Andrew Dillon     | EE. UU.   | 1   | 41  | 1  |
| 83 | Víctor Gutierres  | México    | 3   | 40  | 1  |
| 80 | Seiya Inokuma     | Japón     | 2   | 40  | 2  |
| 10 | Trayvon Neal      | EE. UU.   | 4   | 34  | 1  |
| 11 | Félix Neboh       | EE. UU.   | 6   | 29  | 1  |

### Corredores
| #  | Jugador            | Selección | Att | Yds | TD |
| -- | ------------------ | --------- | --- | --- | -- |
| 28 | Fernando Mejía     | México    | 35  | 340 | 5  |
| 22 | Maoki Furukawa     | Japón     | 11  | 149 | 4  |
| 28 | James Banks        | EE. UU.   | 9   | 141 | 2  |
| 23 | Emilio Fernández   | México    | 13  | 140 | 2  |
| 13 | Elgin Hilliard     | EE. UU.   | 21  | 126 | 2  |
| 20 | Nanato Nishimura   | Japón     | 24  | 108 | 1  |
| 29 | Marcelo González   | México    | 12  | 70  | 1  |
| 24 | London Fitzhugh    | EE. UU.   | 9   | 63  | 3  |
| 15 | Kennedy Hill       | EE. UU.   | 10  | 61  | 1  |
| 12 | Max Villarreal     | México    | 8   | 56  | 1  |
| 82 | Shunya Kotsusa     | Japón     | 4   | 50  | 2  |
| 81 | Aruto Nishimura    | Japón     | 4   | 43  | 3  |
| 24 | Kazuki Takaguchi   | Japón     | 5   | 43  | 2  |
| 15 | Francisco Mata     | México    | 11  | 42  | 2  |
| 1  | Christophe Elliott | EE. UU.   | 5   | 35  | 1  |
| 80 | Seiya Inokuma      | Japón     | 2   | 22  | 2  |

## Premios y reconocimientos

### Jugador del partido
Este es un premio individual que se entrega al finalizar cada uno de los 10 partidos disputados, el cual reconocer al mejor jugador del partido de cada equipo.
| Jugador                         | Partido |
| ------------------------------- | ------- |
| Shunya Kotususa Eric Illezcas   | 72:0    |
| Emmanuel Serna Zhang Song       | 0:74    |
| Chad Mccone Boren Zhao          | 55:0    |
| Rafael Pimentel Rodrigo Arias   | 0:63    |
| Nanato Nishimura Asante Easter  | 14:22   |
| Eleazar Paiz Yiquan Zhao        | 0:3     |
| Fernando Mejia Hiroaki Nakazato | 36:3    |
| Reginald White Luis Paiz        | 61:0    |
| Zhang Huachen Kenichi Otsuka    | 0:72    |
| Jesús Mata Charles James Banks  | 35:7    |

### MVP
El MVP es el premio al jugador más valioso del torneo. A lo largo de todo el torneo se analizan las capacidades de cada jugador para otorgar el reconocimiento al mejor jugador por sus actuaciones en la competencia.
| Premio            | Jugador        | Selección      |
| ----------------- | -------------- | -------------- |
| Jugador defensivo | Donovan Morris | Estados Unidos |
| Jugador ofensivo  | Fernando Mejía | México         |